# Liiva (Muhu)
Liiva is een plaats in de Estlandse gemeente Muhu, provincie Saaremaa. De plaats heeft de status van dorp (Estisch: küla).

## Bevolking
Het dorp had 178 inwoners op 31 december 2011 en 204 inwoners op 31 december 2021.

## Ligging
Liiva is de hoofdplaats van de gemeente en ligt in het centrum van het eiland Muhu. Hier staat de enige lutherse kerk van het eiland. Ook zijn er een basisschool, een bibliotheek en een apotheek gevestigd. Liiva ligt aan de Põhimaantee 10, de hoofdweg van Risti naar Kuressaare.

## Geschiedenis
Liiva werd voor het eerst genoemd in 1731 onder de naam Liwa Hans, een boerderij op het grondgebied van het landgoed rond de kerk. In 1900 wordt een herberg Liiva genoemd (maar dan in het Russisch, in de toenmalige spelling Ліива). In 1922 wordt voor het eerst melding gemaakt van een nederzetting Liiva.
De kerk, gewijd aan Catharina van Alexandrië, is veel ouder. De eerste vermelding dateert uit 1267, maar waarschijnlijk is hier een houten voorganger bedoeld. De stenen kerk in vroeggotische stijl is gebouwd op het eind van de 13e eeuw. In 1941 raakte de kerk door een brand beschadigd; pas in de jaren  1956-1959 werd het dak hersteld. Een paar lutherse parochies in Zweden gaven financiële steun bij een restauratie in 1994.
De preekstoel is vervaardigd in 1629, het altaarstuk in 1827. Er zijn nog resten van muurschilderingen over, die in de vroege jaren zeventig van de 20e eeuw zijn gerestaureerd.

## Foto's

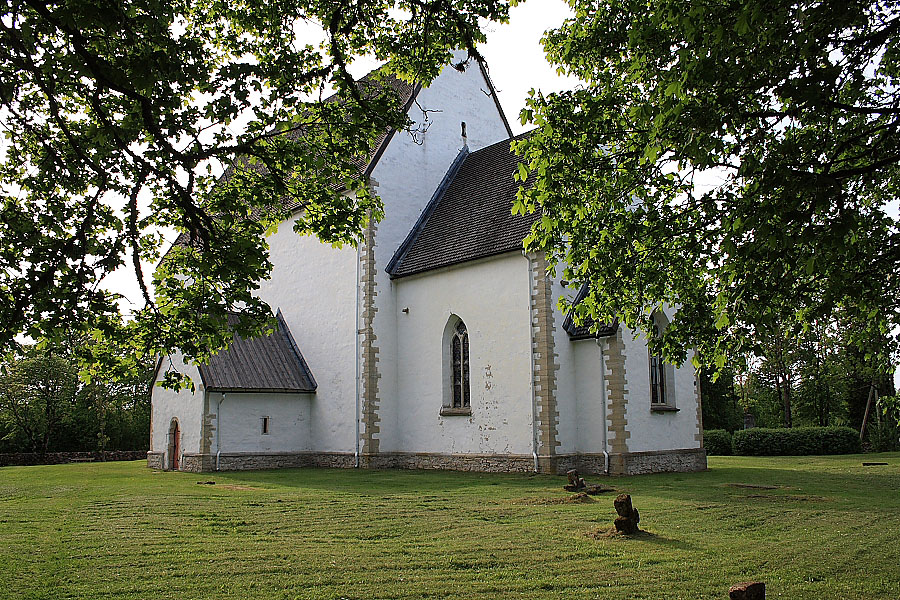
De kerk van Muhu
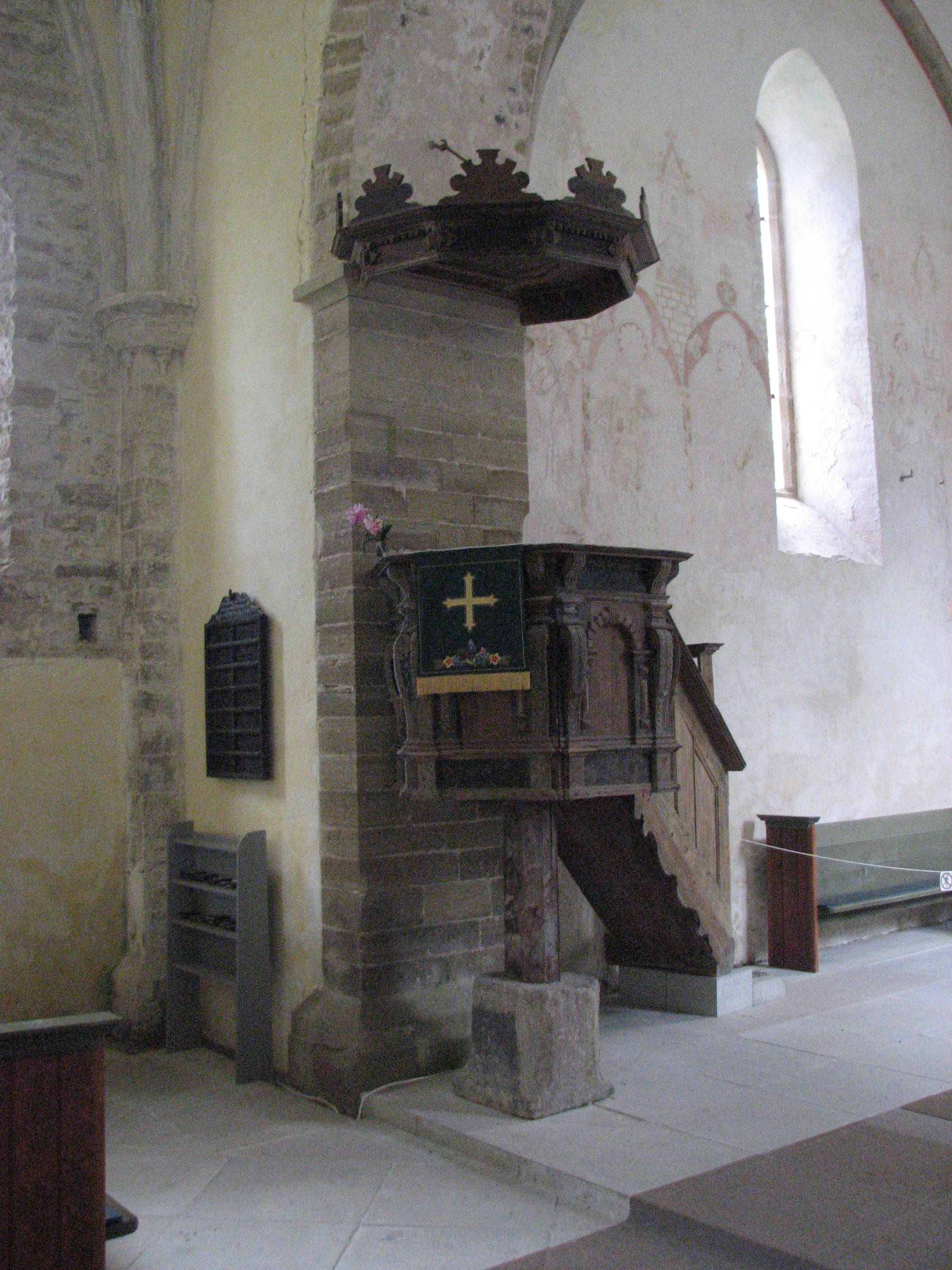
De preekstoel
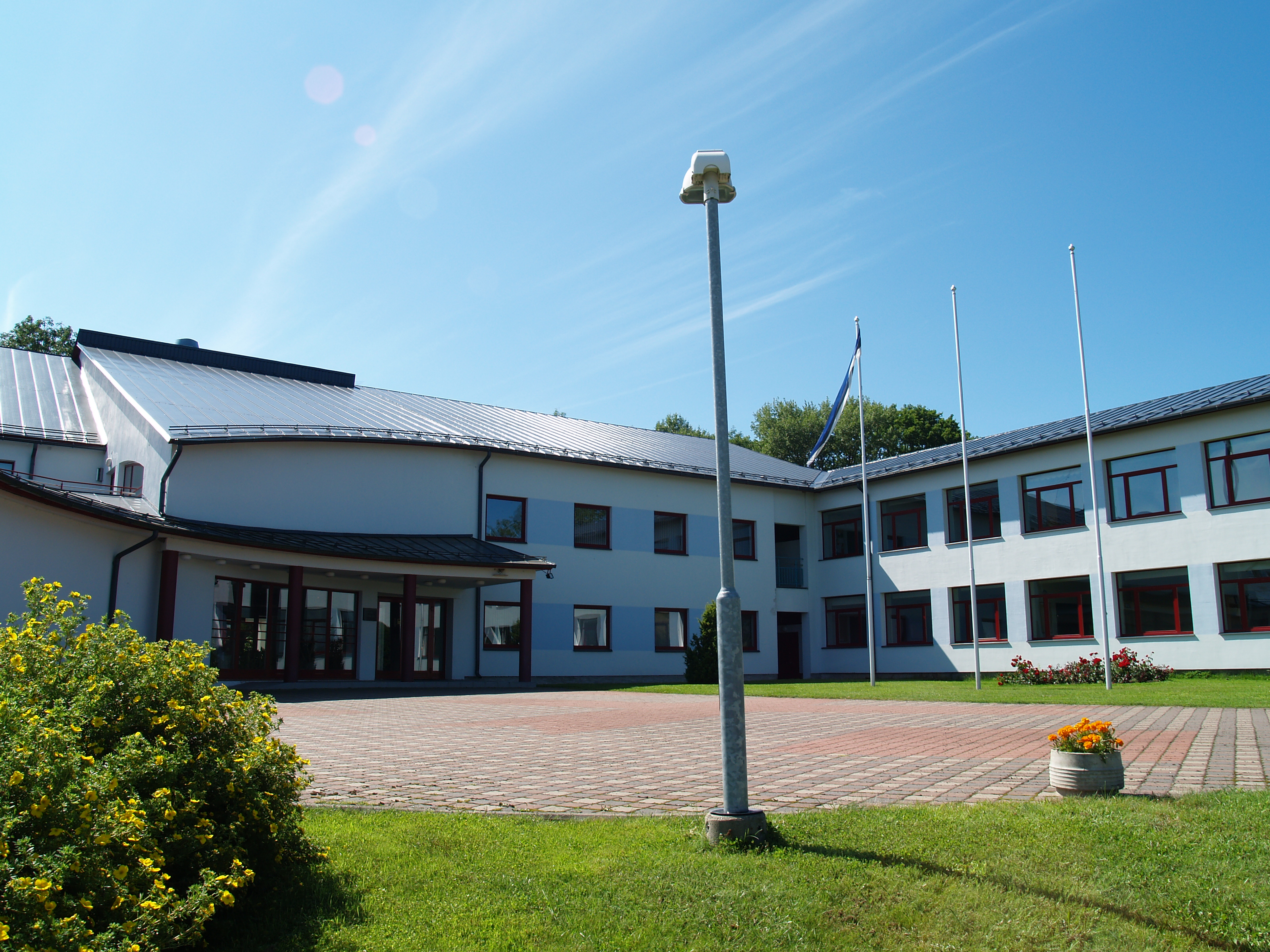
Basisschool
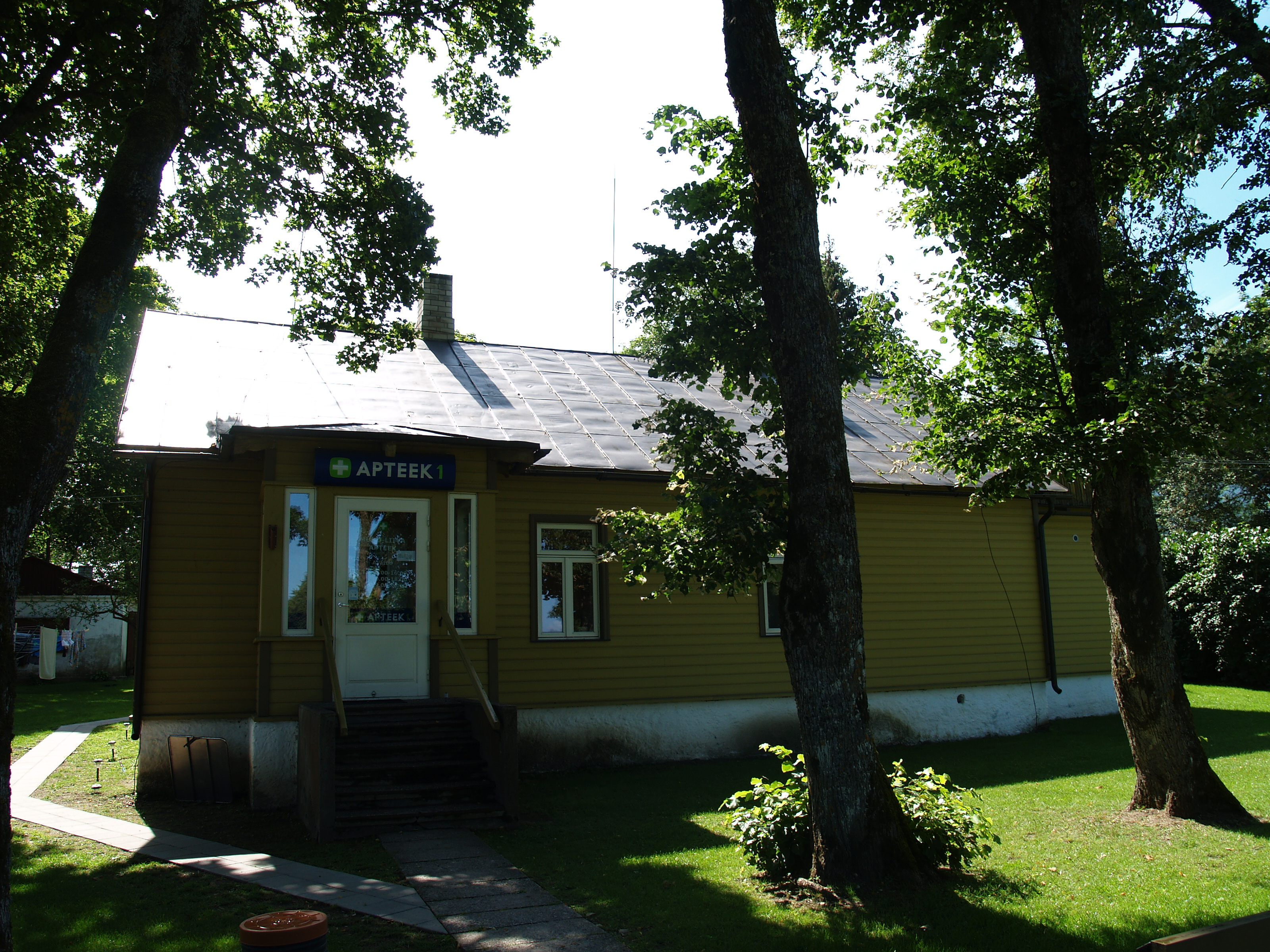
Apotheek
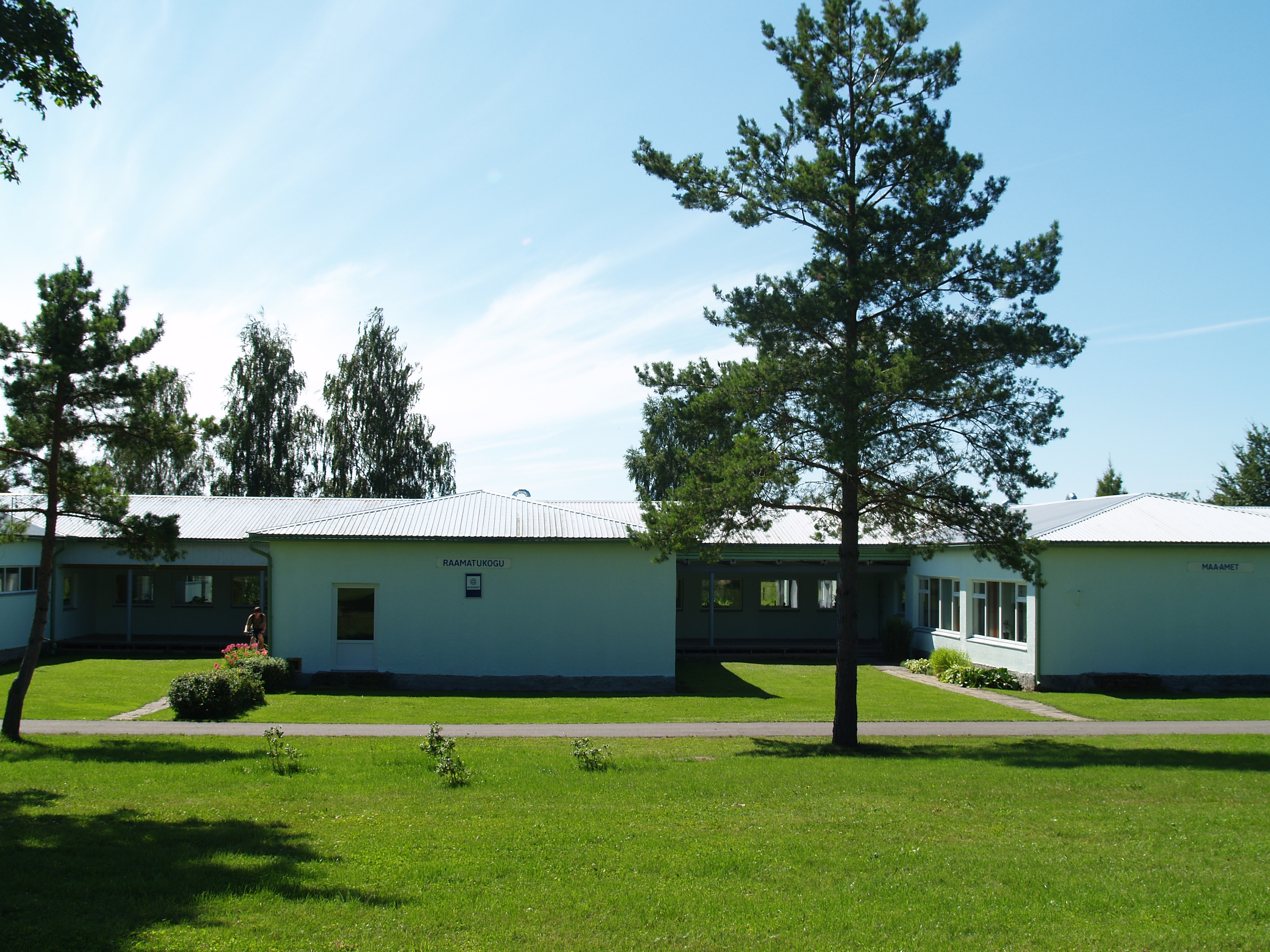
Bibliotheek
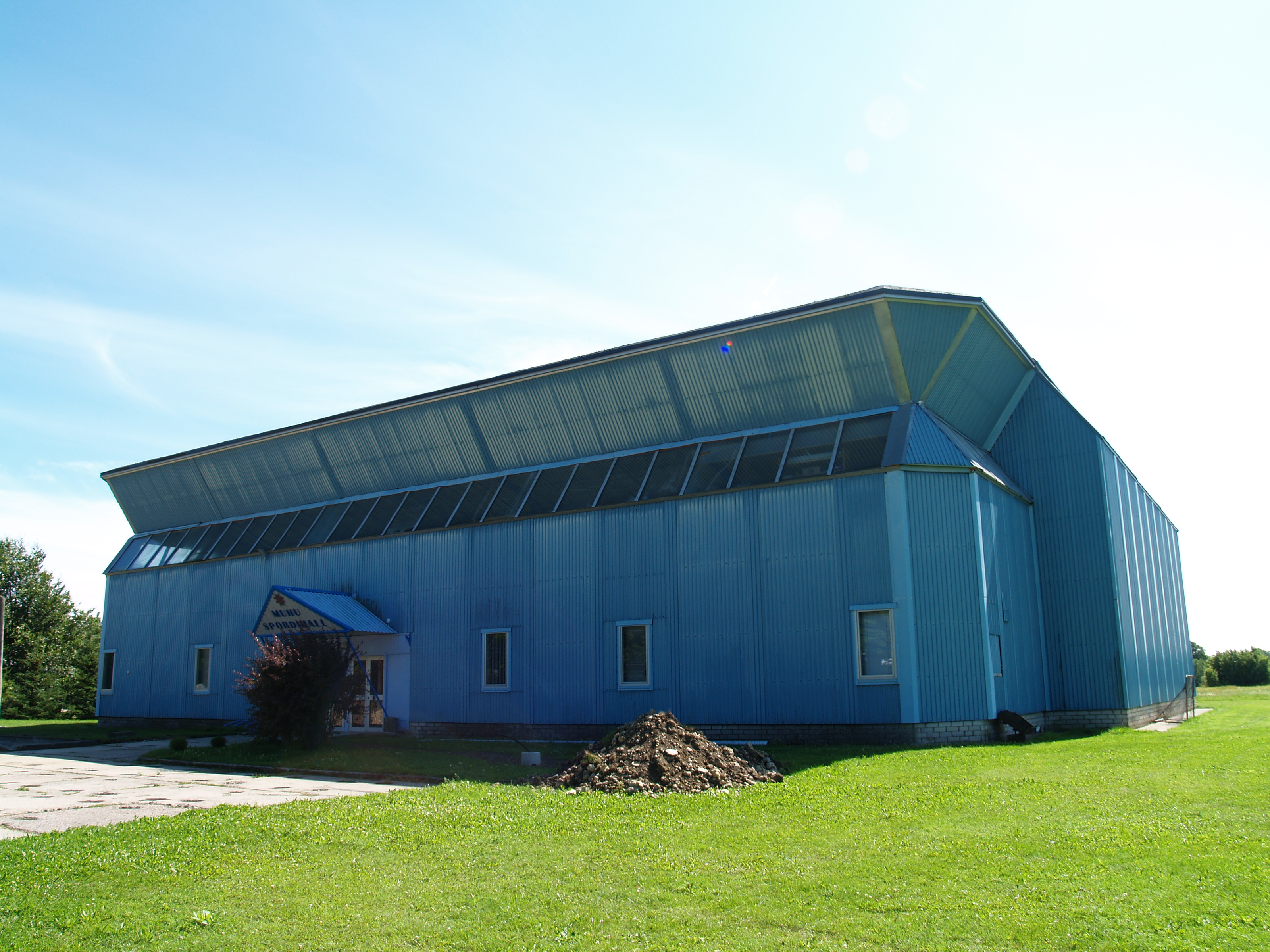
Sporthal